# ホーム・アンド・ドライ
「ホーム・アンド・ドライ」(Home and Dry)は、ペット・ショップ・ボーイズの楽曲。8枚目のスタジオ・アルバム『リリース』から、先行シングルとして発売された。
ヴォルフガング・ティルマンス監督によるミュージック・ビデオは、ロンドン地下鉄のトテナム・コート・ロード駅の線路を走り回るネズミを主体とした異質な映像に仕上がっている。
2008年にはボルヴィックのCMソングとして使用された。

## 収録曲
日本盤マキシ・シングル
1. ホーム・アンド・ドライ (レディオ・エディット)
2. セクシー・ノーザーナー
3. オールウェイズ
4. ブレイク・4・ラヴ (フライバーン&ユーリクヒ・パス・ミックス)
5. ホーム・アンド・ドライ (アンビエント・ミックス)